# Anne de Lusignan
Anne de Lusignan dite aussi Anne de Chypre, née le 24 septembre 1418 à Nicosie et morte le 11 novembre 1462 à Genève est une femme d'État du XVe siècle, qui par son mariage avec Louis Ier de Savoie, devient duchesse de Savoie de 1433 jusqu'à sa mort.

## Biographie

### Origines
Anne de Lusignan est la fille de Janus de Lusignan, roi de Chypre, de Jérusalem et d'Arménie, et de Charlotte de Bourbon, fille de Jean Ier de Bourbon-La Marche.

### Voyage de Nicosie à Chambéry
Anne de Lusignan voyagea par mer et terre, au départ de Nicosie à bord d'une galée savoyarde construite sur les chantiers de Villefranche et commandée par Simonino dal Pozzo. Le navire passa au large des îles Gazopolis et Lesina, avant une halte au port de Parenzo en Istrie. Puis Venise pour un repos de quelques jours dont Anne profitera pour visiter les splendeurs de la ville. Naples avec une courte halte et Nice où elle sera accueillie par la dame Nicole de Chissé qui sera chargée d'organiser son voyage terrestre, et Guillemette de Chissé qui deviendra sa dame d'honneur. Ce voyage long et pénible aura duré trois mois. Anne de Lusignan est accompagnée à bord de sa galée par des ambassadeurs et chanceliers venus pour la préparation de l’expédition : Humbert de Savoie, le maréchal Manfred de Saluces chef militaire et ambassadeur, fidèle ami du duc Amédée VIII de Savoie.

### Mariage

#### Jour des noces

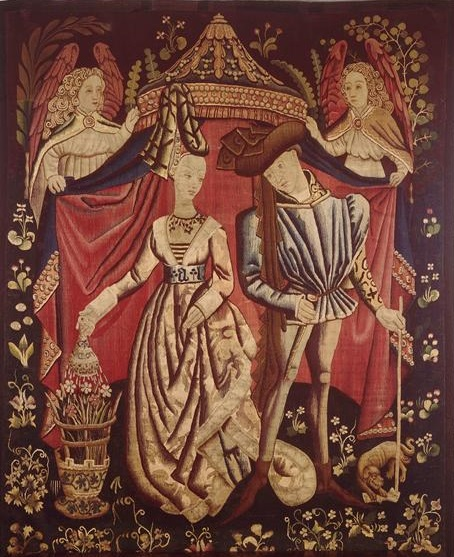
Tapisserie figurant deux personnages sous un dais, musée des arts décoratifs de Paris, vers 1460-1465.
Le couple passait pour représenter le duc Charles Ier d'Orléans et Marie de Clèves,. Toutefois, une autre identification évoque le duc Louis Ier de Savoie et Anne de Lusignan.

Douze gentilshommes pareillement montés, portant les armes de tous les domaines de la couronne : duchés d'Aoste et de Chablais, contés de Genevois, Diois et Valentinois, baronnies de Vaud et de Faucigny et les fiefs récemment acquis de Nice et de Verceil. Plusieurs trompettes et ménestrels jouent devant la table d'honneur et le duc Amédée VIII de Savoie leur accorde un don de deux cents florins d'or.

#### Nuit de noces
Le lit était béni pour écarter les maléfices qui pourraient compromettre la fécondité de l'union et les souillures de l'adultère.

#### Témoignage de son frèreJeanIIde Chypre
Votre futur époux sera Louis le second fils de Savoie qui succède à son frère. Il n’est pas de doute qu’il est charmant. Certes il aime la musique, les arts, la peinture et le dessin, mais ne passe pas pour être aussi fin politique, puisqu’il n’était pas destiné à régner…

#### Témoignage de son père Janus de Chypre
Sais-tu… que les relations multiples ont tissé des liens fidèles entre notre maison et celle de Savoie. Le comte Amédée III de Savoie a combattu à Alexandrie (Égypte) sous les ordres de Pierre Ier de Lusignan roi de Chypre, lors de la croisade, il est mort à Nicosie en 1143 et enterré à Sainte Croix. Nous recevons régulièrement des missives de Savoie…

### Duchesse de Savoie
Louis Ier de Savoie, plus intéressé par la poésie que par la préoccupation de ses partisans et de ses vassaux, mais très amoureux de sa femme, laisse petit à petit le pouvoir à celle-ci, qui, nostalgique de son pays, organise de nombreuses réceptions avec les plus puissants seigneurs chypriotes. Pour se concilier l'entourage, elle décore les châteaux, organise des fêtes et offre des présents aux invités. Ceux-ci, convoitant les richesses de la région, écument le trésor de l’État, ce qui provoque une protestation vigoureuse chez les paysans et les nobles du pays de Vaud.
La beauté d’Anne de Lusignan ne peut empêcher le pillage de certaines provinces mais dit-on, le pays de Vaud, sous la protection du duc, sera ménagé. Elle sera accusée d'avoir dilapidé les joyaux et l'argenterie de la maison de Savoie, et les avoir offert à ses amants ou favoris chypriotes. Sans doute fut-elle bel et bien « une femme incapable d'obéir mariée à un homme incapable de commander ».
Pour juguler une partie de ses dettes, Anne de Lusignan doit par nécessité organiser un beau mariage pour une de ses filles, et une union avantageuse pour la maison de Savoie. Sa fille Charlotte âgée seulement de dix ans, épouse le 2 février 1451 le dauphin de France, futur Louis XI, qui réclamera faute de la dot promise, de nouveaux fiefs et s'emparera de plusieurs châteaux de la Bresse et plusieurs chefs-lieux du Pays de Vaud. Le Pays de Vaud est délégué au commissaire Amédée Ravier en 1456 à Moudon. Sa fille Agnès est aussi mariée à un prince français, François d'Orléans-Longueville, fils de Jean de Dunois, compagnon de Jeanne d'Arc.
On la disait jolie et vive comme sa mère, elle eut plusieurs amants avec une certaine complaisance de son mari, le plus fidèle d'entre eux, fut Jean de Compey, favori de la duchesse et seigneur de Thorens. En 1447, la commune de Monnetier-Mornex a été le lieu d’une tentative d’assassinat à l'encontre de Jean de Compey, qui faillit aboutir à une guerre entre la Savoie et le royaume de France.

### Soutien à la religion
Pieuse, elle fera ériger la chapelle Sainte-Marie-de-Bethléem du couvent de Rive à Genève, les travaux seront confiés à maître Jean de Blany.
Le 13 septembre 1452, Anne de Lusignan achète le Suaire de Turin à Jeanne de Charny en échange du château de Varambon. Plus tard, vers 1502, le pape Paul II autorisera Yolande de France à déposer la relique du Saint Suaire dans la chapelle du château de Chambéry dont il fera élever une tour au-dessus de la sacristie, comme symbole religieux.
Sa piété se révèle par le fait qu'un de ses fils a été reconnu bienheureux par l'Église et que trois autres devinrent évêques.

### Mort et sépulture
Avant sa mort, elle règne encore sur la Savoie à la place de son époux Louis Ier de Savoie, ce dernier n'ayant pas les capacités suffisantes pour gouverner, en dépit de ses qualités religieuses. Toutefois, cela provoque un conflit dans le duché. En octobre 1462, leur fils Philippe de Bresse prend brutalement le pouvoir, redoutant que sa mère, également belle-mère de Louis XI, ne s'avise de rattacher la Savoie à la couronne de France. Elle meurt un mois plus tard à Genève, probablement de la tuberculose[réf. nécessaire].
Son corps est inhumé dans la chapelle de Sainte-Marie-de-Bethléem, dans l'ancienne église Saint-François de Genève. Son mari meurt trois ans plus tard. Son corps est lui aussi déposé dans la chapelle.

## Descendance
Louis Ier et Anne de Lusignan se marient le 1er novembre 1433. Ils ont 16 enfants, voire 17 selon l'historiographe Samuel Guichenon ou 14 selon le site sabaudia.org), dont 4 meurent en bas âge :
1. Amédée IX de Savoie, dit le Bienheureux (Thonon 1er février 1435 - Verceil 30 mars 1472), il succède à son père aux titres de duc de Savoie, prince de Piémont, comte d'Aoste et de Maurienne. Il épouse Yolande de France, sœur de Louis XI de France ; d'où trois ducs de Savoie, et descendance chez les comtes de Laval et La Trémoille, les Bade-Hochberg-Neuchâtel puis les Orléans-Longueville-Neuchâtel[9] ;
2. Marie (Morges 10 mars 1436 - Thonon 1er décembre 1437), inhumée le 4 décembre à Hautecombe[10],[11] ;
3. Louis de Genève (Genève 1er avril 1437 - Ripaille 16 juillet 1482), comte de Genève et roi de Chypre ; épouse Annabelle d'Écosse puis Charlotte de Lusignan[12] ;
4. Marguerite de Savoie (Pignerol avril 1439 - Bruges 8 mars 1485) ; mariée en 1458 à Jean IV de Montferrat (1413-1464), marquis de Montferrat, puis en 1466 à Pierre II de Luxembourg (1435-1482), comte de Saint-Pol, fils du connétable Louis ci-dessous ; d'où la succession des Luxembourg-St-Pol, dont Marie ci-dessous, avec des alliances Bourbon-Vendôme (Henri IV en descend) et Orléans-Longueville[13] ;
5. Janus (Genève 8 novembre 1440 - Annecy 22 décembre 1491), comte de Genève[14] ;
6. Charlotte de Savoie (Chambéry 16 novembre 1441 - Amboise 1er décembre 1483) ; mariée en 1451 à Louis XI (1423-1483) ; mère de Charles VIII[15] ;
7. Aymon ou Aimon (Genève 2 novembre 1442 - Genève 30 mars 1443)[16] ;
8. Philippe II de Savoie dit sans Terre (Thonon 29 novembre 1443 - Lémenc 7 novembre 1497), fait comte de Baugé puis héritier du titre de duc de Savoie, prince de Piémont, comte d'Aoste et de Maurienne ; d'où la suite des ducs de Savoie, et Louise de Savoie mère de François Ier[17] ;
9. Jacques (Genève 29 novembre 1444 - Genève 20 juin 1445), inhumé en l'abbaye d'Hautecombe[11] (non indiqué par Guichenon) ;
10. Agnès de Savoie (1445-1508) ; épouse François Ier d'Orléans-Longueville, fils de Jean de Dunois dit le bâtard d'Orléans ; d'où les ducs de Longueville[18] ;
11. Pierre de Savoie (Genève vers 2 février 1446 - Turin août 1458), abbé de Saint-André-de-Vercel, puis fait évêque de Genève, puis archevêque de Tarentaise[19] ;
12. Jean-Louis de Savoie (Genève 26 février 1447 - Turin 11 juin 1482), administrateur de l'évêché de Genève et administrateur de Tarentaise[20] ;
13. Marie de Savoie (Pignerol 20 mars 1448 - 13 septembre 1475) ; mariée en 1466 au connétable Louis de Luxembourg (1418-1475), comte de Saint-Pol et de Ligny[21] (non indiquée par Guichenon) ;
14. Bonne (Avilliana 12 août 1449 - Fossano 17 novembre 1503) ; mariée en 1468 à Galéas Marie Sforza (1444-1476), duc de Milan[22] ; d'où la suite des ducs de Milan[23] ;
15. Jacques (Genève 12 novembre 1450 - Ham 30 janvier 1486), comte de Romont, seigneur de Vaud. Il fut l'époux de Marie de Luxembourg-St-Pol sa nièce[24] ;
16. Anne (Genève septembre 1452 - Genève 1er octobre 1452)[25] ;
17. François de Savoie (Annecy 19 août 1454 - Turin 3 octobre 1490), archevêque d'Auch et administrateur de l'évêché de Genève[20] ;
18. Jeanne de Savoie (née 1455, décédée sans alliance[26]) ;
19. François (1456-1458) (non indiquée par Guichenon).

## Anecdote
- En 1432 dans sa dot, Anne de Lusignan amène de Chypre un cépage, qui est un des plus prolifiques actuellement en Savoie. Sa réputation sur le royaume savoyard se précise dès le XVIe siècle, par la production de vins blancs de Savoie appelé Roussette. La production actuelle de la Roussette se développe surtout sur le département de l'Ain. On distingue plusieurs AOC avec quatre crus principaux : la Roussette de Savoie cru Frangy, cru Marestel, cru Monterminod et cru Monthoux.

## Sceaux et armoiries

### Sceau du secret [1451]
Rond, 34 mm.
Description : Sceau armorial à l'écu mi-parti à la croix (Savoie) et parti d'un écartelé au 1 et 4 à la croix potencée et cantonnée de croisettes (Jérusalem) et au 2 et 3 burelé au lion (Lusignan-Chypre).
Légende : illisible

### Sceau du secret  [1451]
Rond,.
Description : Sceau armorial à l'écu mi-parti à la croix (Savoie), au coupé à la croix potencée cantonnée de croisettes (Jérusalem) et au lion (Chypre).
Légende : disparue

### Armoiries [1451]
| Blason | Blasonnement : Écu mi-parti de gueules à la croix d'argent et d'un écartelé au 1 et 4 d'argent à la croix potencée d'or et cantonnée de quatre croisettes de même et au 2 et 3 burelé d'argent et d'azur au lion de gueules, armé, lampassé, couronné d'or brochant Commentaires : Blason d'Anne de Lusignan, d'après l'empreinte d'un sceau du secret de 1451. |

| Blason | Blasonnement : Écu mi-parti de gueules à la croix d'argent, au coupé d'argent à la croix potencée d'or et cantonnée de quatre croisettes de même et au lion de gueules, armé, lampassé, couronné d'or brochant Commentaires : Blason d'Anne de Chypre, d'après l'empreinte d'un sceau du secret de 1451 dessinée au XIXe siècle. |

Références,,

## Sources et bibliographie

### Sources sigillographiques
- SIGILLA : base numérique des sceaux conservés en France, « Anne de Lusignan », sur sigilla.irht.cnrs.fr, Cnrs / IRHT. [lire en ligne]

- Sigilli de principi di Savoia, éd. Luigi Cibrario et Domenico Casimiro Promis, Turin, Stamperia Reale, 1834. [lire en ligne]